# Olei haGardom
ʿOlei haGardom (hebräisch עוֹלֵי הַגַּרְדּוֹם ʿŌlej ha-Gardōm, deutsch ‚zum Galgen Hinaufgehende‘ im Plural, Singular: ʿOleh haGardom) ist eine Bezeichnung für zwölf Mitglieder der zionistischen Untergrundorganisationen Lechi und Etzel, die von britischen Behörden zum Tode verurteilt und hingerichtet wurden, bzw. ihrer Hinrichtung durch Selbstmord zuvorkamen. Da sie die Autorität des britischen Gerichtshofs nicht anerkannten, lehnten die ʿOlei haGardom ein Gnadengesuch ab, auch wenn ihnen signalisiert wurde, dass dies eine mildere Strafe bewirken könne. Die meisten ʿOlei haGardom starben im Gefängnis von Akko, wo sich heute die nationale Gedenkstätte Museum der Gefangenen des Untergrunds befindet. Die Liste wurde nachträglich um weitere Personen erweitert.

## Personen
|  | Name                          | geboren                    | verstorben               | Bemerkungen |
|  | ----------------------------- | -------------------------- | ------------------------ | --- |
|  | Schlomo Ben-Josef (Tabacznik) | 7. Mai 1913 Luzk           | 29. Juni 1938 Akko       | Verurteilt für einen Vergeltungsangriff der lokalen Betar-Gruppe auf einen arabischen Bus auf der Straße von Safed nach Rosch Pina (21. April 1937). Vorausgegangen waren arabische Gewaltakte gegen Juden im Zusammenhang des Arabischen Aufstands. Da die von Ben-Josef geworfene Handgranate nicht explodierte und Schüsse fehlgingen, erlitten die Busreisenden keinen Schaden. Die Mittäter Schalom Zurabin und Avraham Schein erhielten Haftstrafen. An Ben-Josef statuierten die britischen Behörden ein Exempel, das auch das jüdische Establishment im Jischuv schockierte und die späteren ʿOlei haGardom Dresner und Gruner radikalisierte. |
|  | Elijahu Chakim                | 2. Januar 1925 Beirut      | 22. März 1945 Kairo      | Verurteilt für das Attentat auf Lord Moyne (6. November 1944). Chakim und Tzuri waren von Jitzchak Schamir mit diesem Anschlag beauftragt worden. Schamir betonte später, es sei kein Selbstmordkommando gewesen, es habe einen Fluchtplan für Chakim und Tzuri gegeben, der aber scheiterte. Die Attentäter wurden in Kairo vor Gericht gestellt und zum Tod durch Erhängen verurteilt. Schamir verhandelte Jahre später die Auslieferung ihrer Leichen bei einem Gefangenenaustausch mit Ägypten. Die Leichname wurden 1975 von Ägypten an den Staat Israel übergeben, daraufhin auf dem Herzlberg beigesetzt.                                       |
|  | Elijahu Bet Tzuri             | 11. Februar 1922 Tel Aviv  | 22. März 1945 Kairo      | Verurteilt für das Attentat auf Lord Moyne (6. November 1944). Chakim und Tzuri waren von Jitzchak Schamir mit diesem Anschlag beauftragt worden. Schamir betonte später, es sei kein Selbstmordkommando gewesen, es habe einen Fluchtplan für Chakim und Tzuri gegeben, der aber scheiterte. Die Attentäter wurden in Kairo vor Gericht gestellt und zum Tod durch Erhängen verurteilt. Schamir verhandelte Jahre später die Auslieferung ihrer Leichen bei einem Gefangenenaustausch mit Ägypten. Die Leichname wurden 1975 von Ägypten an den Staat Israel übergeben, daraufhin auf dem Herzlberg beigesetzt.                                       |
|  | Dov Béla Gruner               | 6. Dezember 1912 Kisvárda  | 16. April 1947 Akko      | Verurteilt für einen Überfall auf die Polizeistation in Ramat Gan, bei dem Etzel wahrscheinlich Waffen erbeuten wollte. Gruner wurde niedergeschossen und verbrachte fast ein Jahr in Haft, während verschiedene zionistische Organisationen weltweit versuchten, die ihm drohende Todesstrafe abzuwenden. Vor seiner Hinrichtung schrieb er als „treuer Soldat“ einen Abschiedsbrief an seinen Kommandeur Menachem Begin. |
|  | Mordechai Alkachi             | 10. März 1925 Petach Tikwa | 16. April 1947 Akko      | Verurteilt, weil sie Peitschen bei sich trugen und, wie die Ermittler annahmen, einen britischen Militärangehörigen auspeitschen wollten. Die sogenannte „Nacht der Schläge“ (29. Dezember 1946) war eine Reaktion darauf, dass ein jugendlicher Etzel-Kämpfer für seine Teilnahme an einem Banküberfall zu Auspeitschung und anschließender Gefängnisstrafe verurteilt worden war. Etzel betrachtete diese Strafe als entehrend und hatte angekündigt, britische Soldaten als Reaktion darauf in gleicher Weise zu züchtigen. Andere Etzel-Gruppen führten die Vergeltungsaktion erfolgreich durch, wurden aber nicht gefasst.                        |
|  | Jechiʾel Dov Dresner          | 13. Oktober 1922 Polen     | 16. April 1947 Akko      | Verurteilt, weil sie Peitschen bei sich trugen und, wie die Ermittler annahmen, einen britischen Militärangehörigen auspeitschen wollten. Die sogenannte „Nacht der Schläge“ (29. Dezember 1946) war eine Reaktion darauf, dass ein jugendlicher Etzel-Kämpfer für seine Teilnahme an einem Banküberfall zu Auspeitschung und anschließender Gefängnisstrafe verurteilt worden war. Etzel betrachtete diese Strafe als entehrend und hatte angekündigt, britische Soldaten als Reaktion darauf in gleicher Weise zu züchtigen. Andere Etzel-Gruppen führten die Vergeltungsaktion erfolgreich durch, wurden aber nicht gefasst.                        |
|  | Eliezer Kaschani              | 13. März 1926 Petach Tikwa | 16. April 1947 Akko      | Verurteilt, weil sie Peitschen bei sich trugen und, wie die Ermittler annahmen, einen britischen Militärangehörigen auspeitschen wollten. Die sogenannte „Nacht der Schläge“ (29. Dezember 1946) war eine Reaktion darauf, dass ein jugendlicher Etzel-Kämpfer für seine Teilnahme an einem Banküberfall zu Auspeitschung und anschließender Gefängnisstrafe verurteilt worden war. Etzel betrachtete diese Strafe als entehrend und hatte angekündigt, britische Soldaten als Reaktion darauf in gleicher Weise zu züchtigen. Andere Etzel-Gruppen führten die Vergeltungsaktion erfolgreich durch, wurden aber nicht gefasst.                        |
|  | Meʾir Feinstein               | 5. Oktober 1927 Jerusalem  | 21. April 1947 Jerusalem | Verurteilt für seine Beteiligung bei einem Anschlag auf den Bahnhof Jerusalem-Malcha, bei dem er eine schwere Armverletzung erlitt. Feinstein beging vor seiner Hinrichtung Selbstmord (gemeinsam mit Mosche Barazani). |
|  | Mosche Barazani               | 14. Juni 1926 Bagdad       | 21. April 1947 Jerusalem | Verurteilt, weil er mit einer Handgranate in seiner Tasche angetroffen wurde und nach Überzeugung der Ermittler einen Anschlag auf den Militärkommandeur von Jerusalem beabsichtigte. Barazani beging vor seiner Hinrichtung Selbstmord (gemeinsam mit Meir Feinstein). |
|  | Avschalom Chaviv              | 18. Juni 1926 Haifa        | 29. Juli 1947 Akko       | Chaviv, Nakar und Weiss sollten bei der erfolgreichen Gefangenenbefreiung (4. Mai 1947) aus dem stark gesicherten Gefängnis Akkon auf der Zitadelle Akko den Rückzug der Etzel-Kämpfer sichern, hörten aber das Rückzugssignal nicht und wurden gefasst. Verurteilt für ihre Beteiligung an dem Angriff auf das Gefängnis und daselbst hingerichtet. |
|  | Meʾir Nakar                   | 26. Juli 1926 Jerusalem    | 29. Juli 1947 Akko       | Chaviv, Nakar und Weiss sollten bei der erfolgreichen Gefangenenbefreiung (4. Mai 1947) aus dem stark gesicherten Gefängnis Akkon auf der Zitadelle Akko den Rückzug der Etzel-Kämpfer sichern, hörten aber das Rückzugssignal nicht und wurden gefasst. Verurteilt für ihre Beteiligung an dem Angriff auf das Gefängnis und daselbst hingerichtet. |
|  | Jaʿakov Weiss                 | 15. Juli 1924 Nové Zámky   | 29. Juli 1947 Akko       | Chaviv, Nakar und Weiss sollten bei der erfolgreichen Gefangenenbefreiung (4. Mai 1947) aus dem stark gesicherten Gefängnis Akkon auf der Zitadelle Akko den Rückzug der Etzel-Kämpfer sichern, hörten aber das Rückzugssignal nicht und wurden gefasst. Verurteilt für ihre Beteiligung an dem Angriff auf das Gefängnis und daselbst hingerichtet. |

## Reaktionen auf die Hinrichtungen
Die Aktionen der Lechi- und Etzel-Kämpfer wurden in der jüdischen Gemeinschaft in Palästina kontrovers beurteilt. Es war umstritten, ob Terroranschläge gerechtfertigt seien. In Reaktion auf den Tod von Feinstein und Barazani schrieb Nathan Alterman das Gedicht Lail Hitabdut („Nacht des Selbstmords“). Es rühmte den Mut von Feinstein und Barazani und schloss mit Kritik an deren Kommandeuren.

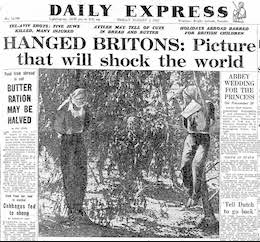
Pressebericht über die Sergeants affair

Etzel hatte in Netanja vier Tage nach den Todesurteilen für Chaviv, Nakar und Weiss zwei Sergeanten des britischen Militärgeheimdienstes, Mervyn Paice und Clifford Martin, gefangen genommen. Nach der Hinrichtung der drei Etzel-Kämpfer wurden Paice und Martin in einem verlassenen Fabrikgelände erhängt und anschließend in einem Eukalyptushain bei Netanja an Bäumen aufgehängt; der Boden darunter wurde vermint. Bei der Bergung der Toten kam es zu Explosionen. Die Fotos der anwesenden Pressevertreter machten die Tat international bekannt (The Sergeants affair) und hatten antisemitische Ausschreitungen in britischen Städten zur Folge. Menachem Begin schrieb an die Hinterbliebenen und erklärte das Handeln von Etzel zur bitteren Notwendigkeit; sie sollten Clement Attlee als Mörder ihrer Söhne ansehen.

## Kommemoration im Staat Israel
Unter Premierminister David Ben-Gurion versuchte die israelische Regierung, das Gedächtnis an die ʿOlei haGardom zu unterdrücken. Das Gefängnis von Akko wurde in ein Hospital für psychisch Kranke umgewandelt, damit es nicht zur Gedenkstätte werden konnte. 1963 veröffentlichte Chajim Hasas den Roman Bekolar echad („In der gleichen Schlinge“), der den Selbstmord von Feinstein und Barazani zum Thema hatte. Seit den 1970er Jahren wurden die ʿOlei haGardom öffentlich gewürdigt, indem Straßen nach ihnen benannt wurden; besonders prominent ist die ʿOlei haGardom-Straße im Ost-Jerusalemer Stadtteil ʾArmon haNatziv, nahe dem früheren Amtssitz des britischen Hochkommissars. In der Regierungszeit von Menachem Begin wurden die Gefängnisse in Jerusalem und Akko in nationale Gedenkstätten umgewandelt. Er fügte weitere Personen der Liste hinzu: 
- Naʾaman Belkind und Josef Lischansky, die zur Untergrundorganisation NILI gehörten und für ihre Unterstützung der Briten im Ersten Weltkrieg von den türkischen Behörden am 16. Dezember 1917 hingerichtet wurden;
- Eli Cohen, der am 18. Mai 1965 in Damaskus als Spion hingerichtet wurde;
- Hagana-Mitglied Mordechai Schwartz, ein Polizist, der am 16. August 1938 in Akko hingerichtet wurde, weil er am 1. September 1937 in einem Sommercamp in Atlit seinen schlafenden arabischen Kollegen Mustafa Khoury erschossen hatte. Zeugen sagten aus, dass Khoury sich betrunken gerühmt habe, Juden getötet zu haben und weitere töten zu wollen.[6] Indessen sind Schwartz’ Motive unklar; möglicherweise war der Schuss eine Affekthandlung, weil er von Khoury fortgesetzt bedroht und bedrängt wurde.[14][15]

Die Leitung der Hagana widersprach der Bezeichnung von Schwartz als ʿOleh haGardom und akzeptierte erst 1987, dass ein Foto von Schwartz in einem Museum der ʿOlei haGardom gezeigt wurde. Von Seiten Begins war die Ehrung Schwartz’ eine Provokation der Arbeiterpartei. Seine Sympathie für diese Gruppe von Untergrundkämpfern gipfelte in seinem testamentarischen Willen, gemeinsam mit seiner Frau auf dem Jüdischen Friedhof am Ölberg neben den Gräbern von Feinstein und Barazani beigesetzt zu werden.
2009 führte der israelische Erziehungsminister Gideon Saʿar eine Unterrichtseinheit zum Thema ʿOlei haGardom für die Jahrgänge 8 und 9 ein, verbunden mit einem landesweiten Schülerwettbewerb (Essays, Zeichnungen oder Gedichte) zu Themenstellungen wie: Fiktives Gespräch mit einem ʿOleh haGardom vor seiner Hinrichtung, oder: Abschiedsbrief eines Verurteilten an seine Familie. In einem Begleitbrief gab Saʿar seinem Wunsch Ausdruck, dass diese Unterrichtseinheit die Bande der Schüler zu ihrem nationalen Erbe festigen werde, und dass die Hingabe der ʿOlei haGardom ein ideologisches Vorbild für die Jugend sein werde. Ein namentlich genannter Historiker der Universität Tel Aviv kritisierte, dass die Unterrichtseinheit die Personen aus dem Kontext des Kampfes gegen die Mandatsbehörde herauslöse und auf den Märtyrertod fokussiert sei.
Im Jahr 2010 fanden dreitägige Gedenkveranstaltungen für die zwölf ʿOlei haGardom statt, mit einer Sondersitzung der Knesset als zentraler Veranstaltung. Bei diesem Anlass wurde Mordechai Schwartz als dreizehnter Märtyrer der Liste hinzugefügt.